# Štětec

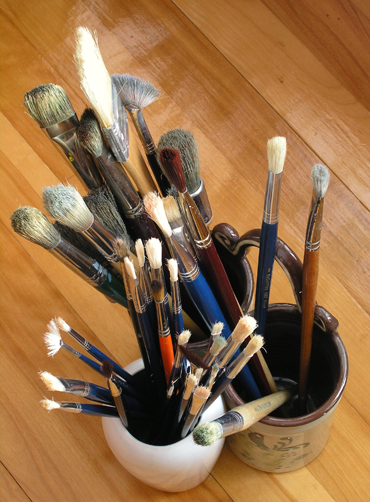
Štětce

Štětec je malířské náčiní sloužící k nanášení barvy na podkladový materiál (papír, plátno, stěnu atd.). Je tvořen svazkem štětin nebo jiných zvířecích chlupů, nazývaných "vlas" (dnes často i umělého vlákna) upevněných v rukojeti (násada+zděř, nebo třeba bambus). Štětce se používají nejen v uměleckém malířství, ale také v užitném řemeslném malířství, lakýrnictví a natěračství.
Různé druhy štětců se liší nejen svou velikostí, ale i druhem vlasu, tvarem, uspořádáním vlasu nebo štětin. V zásadě štětce dělíme na ploché a kulaté (dle průřezu). Tvar je určen uspořádáním vlasu nebo štětin ve zděři. Ploché mohou být buď v jedné rovině, šikmé a tzv. "kočičí jazýček", kulaté jsou nejčastěji nejdelší ve středu svazku, asijské jsou ale někdy konstruovány opačně, tzn. nejdelší vlas je na kraji (lépe pak i silný namočený štětec udělá špičku). Speciální druhy natěračských štětců mohou být i zahnuté pro natírání obtížně přístupných ploch (např. za tělesy ústředního topení), jedná se o tzv. štětce "zároháčky".
Štětec se však dá použít i k jiným oborům lidské činnosti, například v archeologii slouží k jemnému oprašování nalezených předmětů. Široké využití nacházejí štětce i v kosmetice. Svého druhu štětcem je i kuchyňská mašlovačka. Štětce a štětky slouží i při nanášení lepidel na plochu apod.
Používá-li se štětec k nanášení barev nebo jiných materiálů nerozpustných ve vodě, je nutné jej po ukončení práce očistit, vymýt v příslušném ředidle, jinak dojde k zatvrdnutí a tím ke znehodnocení štětce.